# Rossville (Kansas)
Pour les articles homonymes, voir Rossville.
Rossville est une municipalité américaine située dans le comté de Shawnee au Kansas. Lors du recensement de 2010, sa population est de 1 151 habitants.

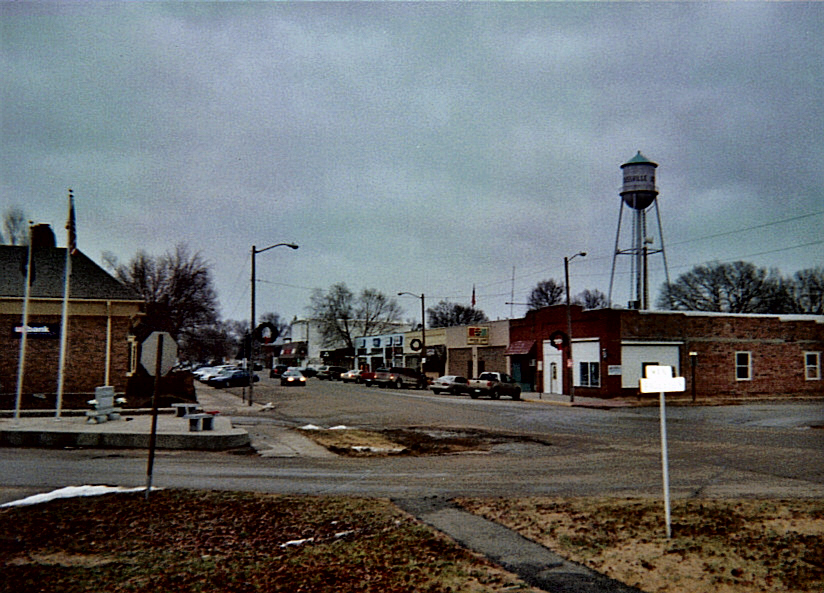
Centre-ville de Rossville (2006)

## Géographie
Rossville se trouve à environ 25 kilomètres au nord-ouest de la capitale de l'État, Topeka.
Selon le Bureau du recensement des États-Unis, la municipalité s'étend en 2010 sur une superficie de 0,61 mille carré (1,58 km2). 

## Histoire
Un bureau de poste du nom de Rossville est ouvert dès 1862 ; il se trouve plusieurs années dans le comté voisin de Jackson. La ville actuelle est fondée en 1871 par des colons belges et français sur une ancienne réserve des Potéouatamis.
D'abord appelée Edna, la ville est renommée en l'honneur du journaliste William W. Ross. Elle devient une municipalité en 1881. Rossville est historiquement desservie par l'Union Pacific,.

## Démographie
Selon l'American Community Survey de 2018, si près de 95 % de la population de Rossville est blanche, la ville comprend une petite minorité amérindienne (3 %). Son revenu médian par foyer (58 889 dollars) et son taux de pauvreté (10,2 %) sont proches de ceux du Kansas (57 422 dollars et 12 %) et des États-Unis (60 293 dollars et 11,8 %),.